# Antonio Sabàto
Antonio Sabàto, Sr. (ur. 2 kwietnia 1943 w Montelepre, zm. 6 stycznia 2021 w Los Angeles) – włoski aktor filmowy i telewizyjny.

## Życiorys
Pierwsze kroki na ekranie stawiał w filmie Skandal (Lo Scandalo, 1966) z Anouk Aimée. Jego druga debiutancka rola kierowcy samochodu wyścigowego Nino Barlini w dramacie sportowym Grand Prix (1966) u boku Yves'a Montanda zdobyła nominację do nagrody Złotego Globu dla obiecującego nowego aktora. Został potem zaangażowany przez Rogera Vadima do udziału w przygodowym obrazie fantasy Barbarella – królowa galaktyki (Barbarella, 1968) z Jane Fondą w roli tytułowej. Sławę i uznanie przyniosły mu spaghetti westerny – Nienawidzą dla nienawiści (Odio per odio, 1967), Do diabła z prawem! (Al di là della legge, 1968) z Lee Van Cleefem, Przybyłem, zobaczyłem, strzelam (I Tre che sconvolsero il West – vado, vedo e sparo, 1968), Dwukrotny strzał (Due volte Giuda, 1969) z Klausem Kinskim, Wyrok Boga (I Senza Dio, 1972) i Gdzie lecą kule (Tutti fratelli nel west... per parte di padre, 1972).
W 1984 wraz z rodziną zamieszkał w Beverly Hills, obywatelstwo amerykańskie otrzymał w listopadzie 1996. Pojawił się w operze mydlanej CBS Moda na sukces (The Bold and the Beautiful) jako Aldo Damiano, ojciec malarza i rzeźbiarza Dante'ego, którego zagrał jego prawdziwy syn Antonio Sabato Jr.

## Życie prywatne
Był żonaty z Czeszką Yvonne Kabouchy, z którą ma syna aktora Antonia (ur. 29 lutego 1972) i córkę Simonne.

## Filmografia

### Filmy fabularne
- 1991: High Voltage jako Carlo
- 1988: Do widzenia, Wietnam (Bye Bye Vietnam)
- 1985: Dziki Zespół (I Cinque del Condor)
- 1984: Pustynny wojownik (Tuareg – Il guerriero del deserto) jako dowódca
- 1983: Ucieczka z Bronksu (Fuga dal Bronx) jako Dablone/Toblerone
- 1983: Grzmot (Thunder) jako Thomas
- 1983: Zampognaro innamorato
- 1980: La Tua vita per mio figlio jako Antonio Esposito
- 1979: Napoli... la camorra sfida, la città risponde
- 1979: Nowy ojciec chrzestny (I Contrabbandieri di Santa Lucia) jako Michele Vizzini
- 1978: Wojna robotów (La Guerra dei robot) jako kapitan John Boyd
- 1977: Canne mozze
- 1977: Gangsterzy (Ritornano quelli della calibro 38) jako Komisarz Gino Varelli
- 1976: 4 biliony w 4 minuty (4 minuti per 4 milliardi) jako Raffaele
- 1976: Odpowiedzialny maniak (Poliziotti violenti) jako Tosi
- 1975: El Clan de los Nazarenos
- 1975: Terror w Rzymie (I Violenti di Roma bene) jako Inspektor De Gregori
- 1974: Questa volta ti faccio ricco! jako Joe Esposito
- 1974: Ostatnie godziny rozpaczy (Milano: il clan dei Calabresi) jako Paolo Mancuso
- 1973: Płonące miasto (Milano rovente) jako Salvatore "Toto" Cangemi
- 1972: Wyrok Boga (I Senza Dio) jako Roy, przypowieść 'El Santo'
- 1972: Siedem krwisto-barwnych orchidei (Sette orchidee macchiate di rosso) jako Mario
- 1972: Nowy mafijny szef (I Familiari delle vittime non saranno avvertiti) jako Antonio Mancuso
- 1972: Panna dynamit (Tutti fratelli nel west... per parte di padre)
- 1971: Człowiek z zimnymi oczami (L'Uomo dagli occhi di ghiaccio) jako Eddie Mills
- 1971: Oko pająka (L'Occhio del ragno) jako Paul Valéry/Frank Vogel
- 1971: Kiedy kobieta gra ding-dong (Quando gli uomini armarono la clava e... con le donne fecero din-don) jako Ari
- 1970: E venne il giorno dei limoni neri jako Rosario Inzulia
- 1969: Niewygodny kochanek (Lovemaker) jako Giorgio Marelli
- 1969: Szalone dni (Certo, certissimo, anzi... probabile) jako Carmelo
- 1969: Dwukrotny strzał (Due volte Giuda) jako Luke Barrett
- 1969: Pani Monzy (La Monaca di Monza) jako Giampaolo Osio
- 1968: Barbarella – królowa galaktyki (Barbarella) jako Jean-Paul
- 1968: Do diabła z prawem! (Al di là della legge) jako Ben Novack
- 1968: Przybyłem, zobaczyłem, strzelam (I Tre che sconvolsero il West – vado, vedo e sparo) jako Moses Lang
- 1967: Odio per odio jako Miguel
- 1966: Grand Prix jako Nino Barlini
- 1966: Skandal (Lo Scandalo)

### Seriale TV
- 2006: Moda na sukces (The Bold and the Beautiful) jako Aldo Damiano
- 1991: La Ragnatela